# Jon Lovett

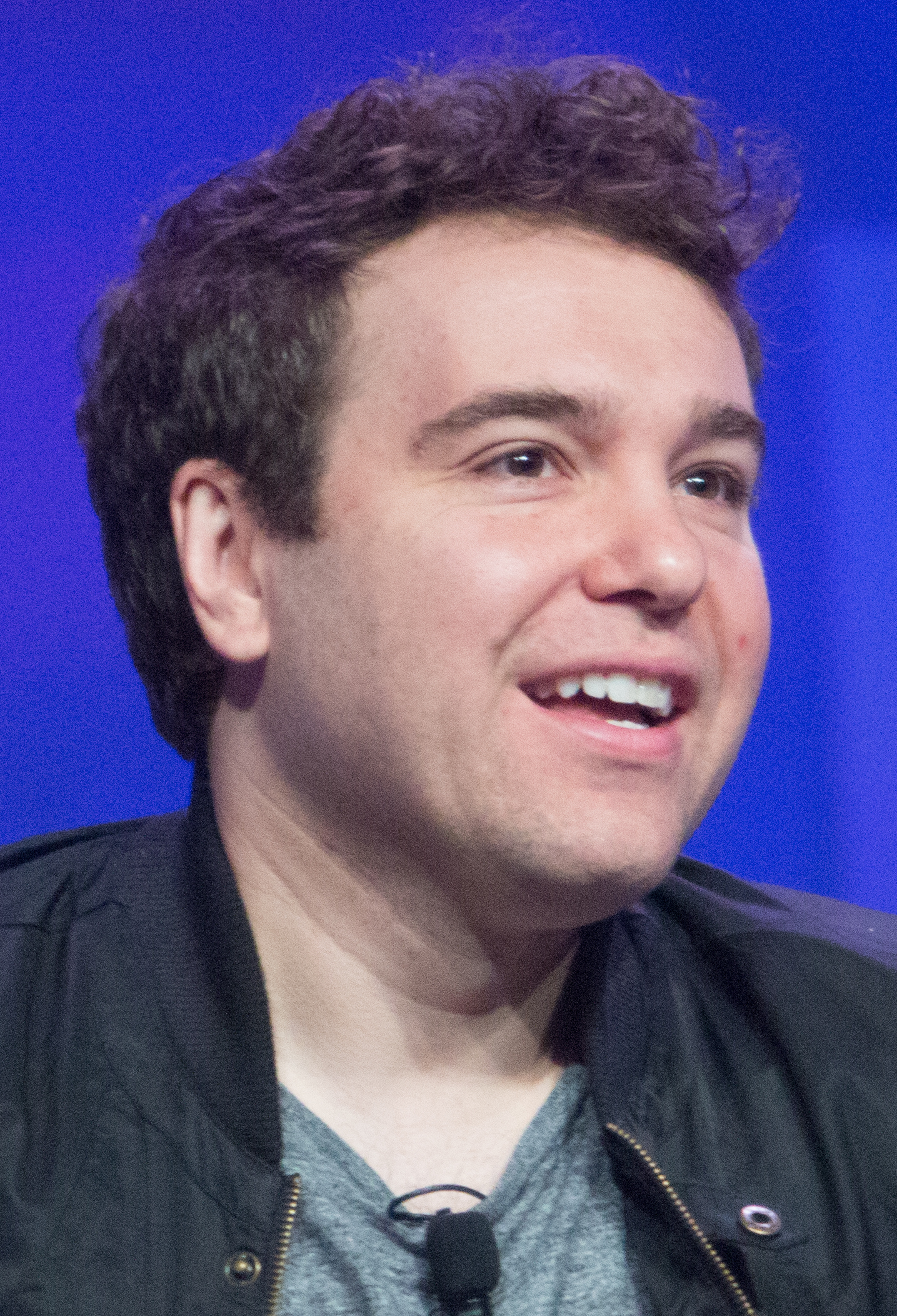
Jon Lovett (2017)

Jonathan Ira Lovett (* 17. August 1982 in Woodbury, New York) ist ein US-amerikanischer Podcaster, Comedian und ehemaliger Redenschreiber. Er ist zusammen mit Jon Favreau und Tommy Vietor Mitbegründer von Crooked Media und Moderator der dort regelmäßig erscheinenden Podcasts Pod Save America und Lovett or Leave It. Als Redenschreiber arbeitete er für Hillary Clinton in ihrer Zeit als US-Senatorin und zusammen mit Favreau und Vietor für Barack Obama in seiner ersten Amtszeit als Präsident der Vereinigten Staaten.

## Leben
Lovett wuchs als Kind jüdischer Eltern ukrainischer Abstammung auf Long Island auf und besuchte die Syosset High School. 2004 machte er seinen Abschluss am Williams College (Massachusetts) in Mathematik. Seine Abschlussarbeit mit dem Titel Rotating Linkages in a Normed Plane wurde im Journal American Mathematical Monthly publiziert. Nach seinem Abschluss arbeitete er für ein Jahr als Standup-Comedian in New York.

## Karriere als politischer Redenschreiber
2004 arbeitete er ehrenamtlich für die Präsidentschaftskampagne von John Kerry. Nachdem er für ihn eine Stellungnahme verfasst hatte, wurde ihm ein Praktikum angeboten. Im Anschluss arbeitete er für kurze Zeit für das Büro des US-Senators Jon Corzine. 2005 wurde er als Assistent für Sarah Hurwitz engagiert, die als Redenschreiberin für Hillary Clinton tätig war. Lovett schrieb bis zur Niederlage im Kampf um die demokratische Präsidentschaftskandidatur gegen Barack Obama für Clinton.
Nach Clintons Niederlage gewann Lovett einen anonymen Wettbewerb zum Redenschreiber für Obama im Weißen Haus. Er arbeitete dort für 3 Jahre eng zusammen mit David Axelrod und dem späteren Mitbegründer der gemeinsamen Firma Crooked Media, Jon Favreau. Er schrieb in erster Linie Obamas Reden über finanzielle Reformen und Don’t ask, don’t tell.
Eigenen Aussagen zufolge führte Jon Lovett die erste gleichgeschlechtliche Trauung im Weißen Haus durch, noch bevor die Obama-Regierung offiziell gleichgeschlechtliche Ehen befürwortete.

## Karriere als Drehbuchautor und Podcaster

### Drehbuchautor
2011 verließ Lovett das Weiße Haus in Richtung Kalifornien, um eine Karriere als Drehbuchautor zu verfolgen. Als Gründe gab er an, seiner Kreativität mehr Freiraum geben und sich wieder mehr auf seine Arbeit als Comedian konzentrieren zu wollen. Zusammen mit Josh Gad und Jason Wiener entwickelte und produzierte er die Serie 1600 Penn, welche jedoch aufgrund niedriger Einschaltquoten nach nur einer Staffel wieder eingestellt wurde. Im Anschluss daran arbeitete er als Autor und Produzent an der HBO-Serie The Newsroom.

### Crooked Media
Ab Mai 2016 moderierte Lovett zusammen mit seinen ehemaligen Kollegen aus dem Weißen Haus, Jon Favreau und Tommy Vietor, den politischen Podcast Keepin' it 1600 der Sportseite The Ringer. Der Podcast sollte die Präsidentschaftswahl 2016 begleiten, aber nicht darüber hinaus fortgeführt werden. Nach der Niederlage Hillary Clintons gegen Donald Trump wollten Lovett, Favreau und Vietor jedoch wieder politisch aktiv werden, ohne dafür jedoch L.A. verlassen zu müssen. In der Folge gründeten sie zusammen das liberale Medienunternehmen Crooked Media mit seinem Flaggschiff-Podcast Pod Save America. In der Folge gingen weitere Podcasts erfolgreich an den Start, von denen zahlreiche regelmäßig von Lovett co-moderiert werden. Er ist dabei vor allem für die humoristische Auflockerung der Podcast kennzeichnend.
Seit 2017 moderiert Lovett den Diskussions-Podcast Lovett or Leave It, der üblicherweise vor Live-Publikum in L.A. aufgezeichnet wird. Zudem gibt es seit einiger Zeit sowohl nationale als auch internationale Tourneen von Pod Save America und Lovett or Leave It.
Lovett ist ebenfalls in das Projekt Vote Save America von Crooked Media involviert, in dem es darum geht zur politischen Bildung beizutragen und Bürger dazu zu animieren, wählen zu gehen.

## Privates
Lovett ist offen homosexuell. Er ist seit 2011 mit dem investigativen Journalisten, Anwalt und Autor Ronan Farrow liiert, der 2018 für seine Enthüllungen im Harvey-Weinstein-Skandal im New Yorker mit dem Pulitzer-Preis ausgezeichnet wurde. In seinem 2019 erschienenen Buch Catch and Kill gab Farrow die Verlobung mit Lovett bekannt. In einer Rohfassung des Buches hatte er ihm einen Antrag gemacht.